# المحاصيل المؤسسة للحضارة

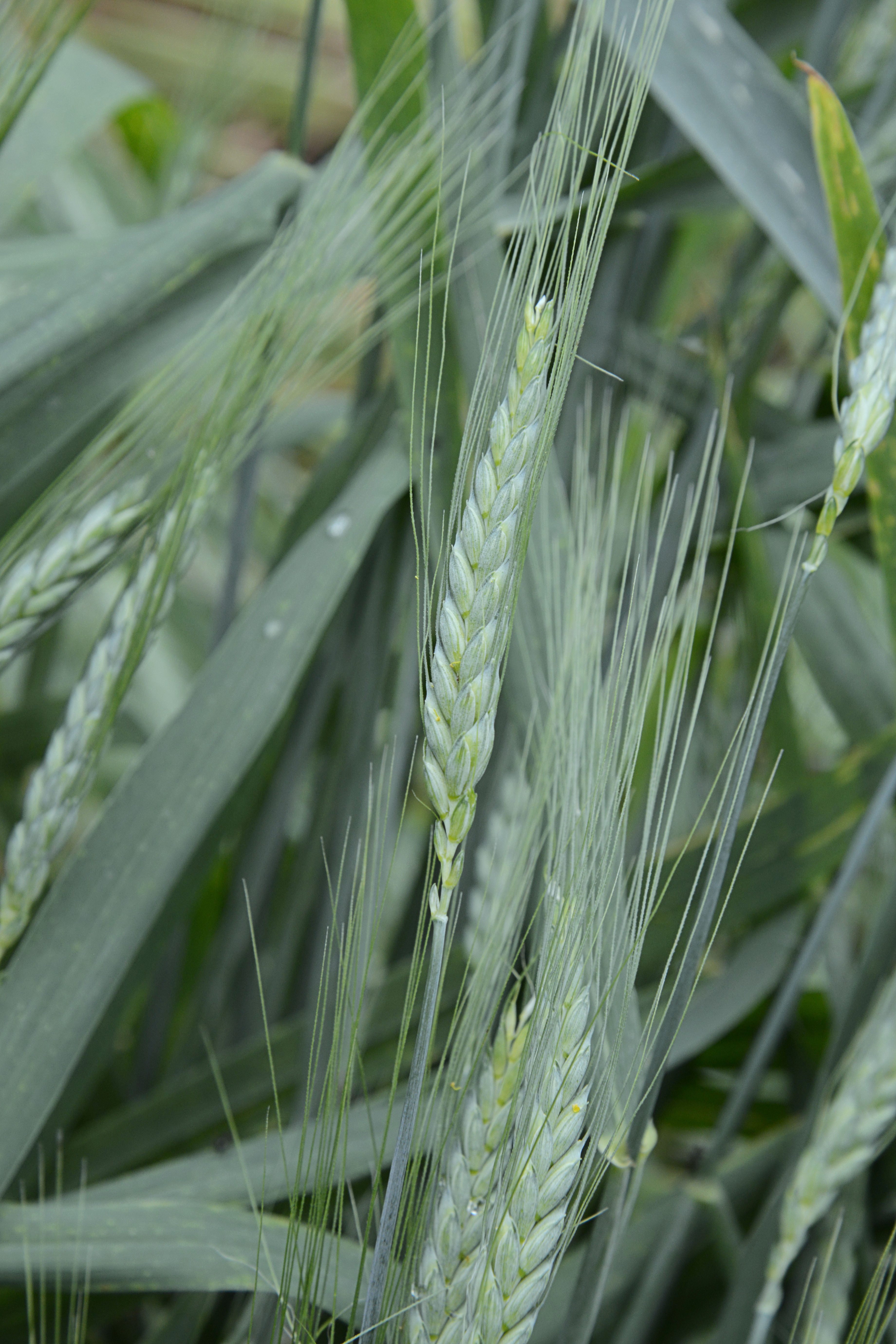

المحاصيل المؤسسة للحضارة هي ثمانية أنواع نباتية استأنسها البشر بحلول بداية العصر الهولوسيني في المستعمرات الزراعية في الهلال الخصيب. شكلت هذه الأنواع أساس الزراعة النظامية في المشرق العربي وبلاد فارس وفيما بعد في أوروبا. أصبحت هذه الأنواع من المحاصيل الزراعية المهمة التي ساهمت بإطعام الأعداد المتزايدة من السكان وإنتاج علف الحيوانات.
من هذه المحاصيل ثلاثة محاصيل حبوب وأربعة من البقول إضافة إلى الكتان.

## محاصيل الحبوب
- القمح ثنائي الحبة (باللاتينية: Triticum dicoccoides)
- القمح وحيد الحبة (باللاتينية: Triticum monococcum)
- الشعير (باللاتينية: Hordeum vulgare)

## محاصيل البقول
- العدس (باللاتينية: Lens culinaris)
- الحمص (باللاتينية: Cicer arietinum)
- البيقية المرة (باللاتينية: Vicia ervilia)
- البازلاء (باللاتينية: Pisum sativum)